# Arid Recovery
Arid Recovery ist ein 123 km² großes eingezäuntes, von nach Australien durch den Menschen eingeschleppten Raubtieren nachträglich befreites Reservat im Bundesstaat South Australia, nördlich des Ortes Roxby Downs, östlich des Gebietes liegt der Lake Torrens.

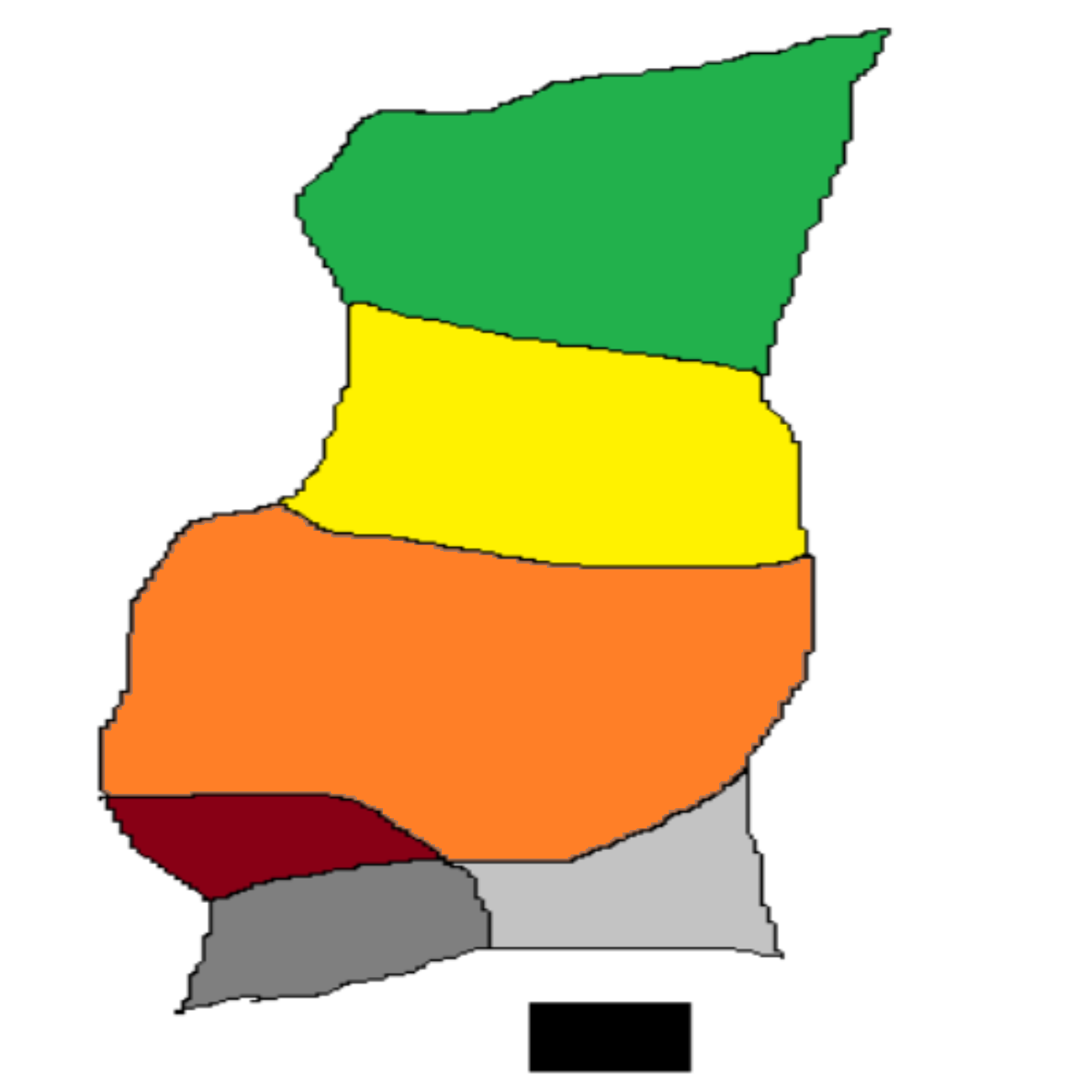
Gelandeübersicht Arid Recovery, schwarz = Forschungsstation, dunkelgrau = Hauptgelände (14 km²), hellgrau = erste Erweiterung (8 km²), rot = zweite Erweiterung (8 km²), orange = nördliche Erweiterung (30 km²), gelb = Red Lake Expansion (26 km²), grün = Dingo Paddock (37 km²)

## Geschichte
Im Jahr 1997 wurde es von Katherine Moseby und John Read angelegt. Unterstützt wird das Projekt durch die WMC Resources, dem Südaustralischen Environment & Heritage und der Universität von Adelaide. Die ursprüngliche Größe betrug 14 km², in diesem Teil wurden alle eingeführten Räuber wie Hauskatze, Rotfuchs entfernt. Dem Schutz des Gebietes dient ein mehrfach verstärkter und auch in den Boden eingelassener und elektronisch überwachter Zaun, mit Gummimatten als Untergrabungsschutz. Die erste Erweiterung war ein 8 km² großes Areal, in dem einheimische und nach Australien eingeführte Tiere zusammengebracht worden, um die Anpassung der Beuteultiere an eingeschleppte Räuber zu ermöglichen und zu erforschen. Der zweite Erweiterungsteil bestandt aus einem 8 km² großen Gebiet, das frei von eingeführten Räubern ist und wurde mit dem 14 km² Hauptgelände verbunden. Im Norden schließt sich ein weiteres 30 km² großes Erweiterungsgebiet an. Nördlich davon liegt das 26 km² große Red Lake Expansion, in dem untersucht wird, ob und wie einheimische Beuteltiere und eingeführte Höhere Säuger miteinander koexistieren können. Ganz im Norden liegt als letztes das 37 km² große Dingo Paddock, in dem der Einfluss des Dingos, auf den Rotfuchs und die Hauskatze untersucht wird. An dem Projekt sind auch Aborigines vom Stamm der Kokatha, die Regierung des Bundesstaates Südaustralien und die Universität von Adelaide involviert. Zusätzlich wird das Projekt durch Freiwillige aus aller Welt unterstützt.

## Fauna
Dieses Gebiet dient vor allem dem Schutz folgender Arten: Doppelkamm-Beutelmaus (Dasyuroides byrnei), Großer Kaninchennasenbeutler (Macrotis lagotis), Lesueur-Bürstenkänguru (Bettongia lesueur), Streifen-Langnasenbeutler (Perameles bougainville), Große Häschenratte (Leporillus conditor), Schwarzschwanz-Beutelmarder (Dasyurus  geoffroii), der Mausarten (Pseudomys australis), (Pseudomys bolami), (Pseudomys hermannsburgensis), Australische Hüpfmaus (Notomys alexis), Streifengesicht-Schmalfuß-Beutelmaus (Sminthopsis macroura), der Geckoarten (Lucasium stenodactylum), (Heteronotia binoei), der Agamenarten (Ctenophorus fordi), (Ctenophorus nuchalis) und der Skinkarten (Lerista labialis), Tannenzapfenechse (Tiliqua rugosa), Schlangenarten Woma (Aspidites ramsayi), (Simoselaps bertholdi), (Lerista wilkinsi) und weiteren 31 weiteren Reptilienarten.

## Flora
Im Gebiet innerhalb des Schutzgebiets gibt es ca. 270 einheimische Pflanzenarten wie Callitris glaucophylla, Enchylaena tomentosa,Polycalymma stuartii,Santalum acuminatum,Swainsona formosa. Um die Vermehrung dieser und weiterer einheimischer Arten zu beschleunigen, wird der ansonsten trockene Boden künstlich bewässert. Zudem wurde eine Samenbank für diese ursprünglich australischen Arten angelegt.

## Forschung
Im Schutzgebiet Arid Recovery werden neue Methoden und Fallen zur Populationskontrolle für eingeschleppte Räuber wie Hauskatzen, Rotfuchs kreiert und getestet.

## Tourismus
Nur im Rahmen von geführten Touren ist ein Besuch des ansonsten gesperrten Reservats möglich.